# Pabonka remetelak
A Pabonka remetelak (tibeti: Pha bong kha) vagy Pabonka elvonulási helyszín, egy történelmi helyszín, amely ma a Szera kolostor részét képezi, a Lhászától 8km-re lévő Nyang bran-völgyben, a Napernyő-hegy (tibeti: Dbu gdugs ri) lankái között.
A helyszín, amelyet Szongcen Gampo alapított a 7. században, jelenleg a Szera kolostor legnagyobb és legfontosabb remetelakja, és egyben innen szoktak indulni a zarándokok a Szera-hegy körbejárására (Sze ra’i ri ’khor).

## Története
A több mint 1300 éves helyszín története egészen Szongcen Gampoig nyúlik vissza, aki a Tibeti Birodalom alapítója volt. Ez az épület az elsők között volt, amelyet az uralkodó a letelepedése után épített Lhásza területén a 7. század környékén. Legelőször kastélyként vagy erődítményként használták, a Tibeti Évkönyvek szerint a Pabonkát később kolostorrá alakították, feltehetően a második nagy buddhista király, Triszong Decen idejében. Decen, a guru rinpocsével és a Tibeti Birodalom első hét szerzetesével együtt a remetelakot használták meditációikhoz és a létesítmény Tibet egyik legkorábbi kolostorai közé került be, feltehetően megelőzte még a Dzsokhang kolostort is.
Az eredeti kilenc emeletes kolostor egy részét elpusztította Langdarma király 841-ben egy a buddhista kolostorok lerombolását célzó hadjárata során. A 11. században két emeletes épületet húztak fel a helyére, amely kétszáz szerzetes elszállásolására volt alkalmas.
Congkapa (1357–1419) remeteként élt a helyszínen, majd tudományos intézmény alakult a létesítményben. Az 5. dalai láma állítólag nagyon kedvelte ezt a helyszínt és építtetett egy felső szintet a Pabonkához.
1959-előtt a Pabonka a Szera kolostortól függetlenül működött, 1960 és az 1980-as évek közepe között kínai irányítás alatt volt, majd a Szera kolostorhoz került, amelynek a szerzetesei felújították és folytatták a helyszíni hagyományokat.

## Egyházi szerkezet

### Rigszum Gonpo templom
Ez a templom a sok szentélyéről ismert, illetve a kék színű, faragott mantrájára a bejáratnál, amelynek jelentése „Áldás a lótuszban lévő ékszerre”. A kínai kulturális forradalom idején sok kő relikviát ástak el, amelyet a Szera kolostor szerzetesei a javítási munkálatok során kiástak és helyreállítottak. A templom központi szentélye Csenrezig, Dzsampeljang és Csana Dordzse személyeinek állít emléket, akiket úgy is neveznek, hogy a „Rigszum Gonpo háromság”. A templom is innen kapta a nevét

### Pabonka Potrang
A Pabonka Potrang épület első emeletét egy sziklahalom tetejére ültették. A második szintjén található a híres gyülekező terme, amelynek falán a jelenlegi apát egy fényképe lóg. Az egyik oszlop mögött bújik meg Csenrezig szobra. A belső kápolnában ki van állítva üvegvitrinben egy imakendőbe tekert tengeri kagyló (kathak). A szomszéd szobában van egy négyoszlopos Kasima Lhakhang, amelyet három király, a feleségeik és különböző neves lámák szobrai díszítenek. A dalai láma látogatásainak szánt tetőrészen áll Demcsok istenség szobra. Innen a hegyoldalra panoráma látvány tárul Lhásza irányába.

### Palden Lhamo barlang
A remetelaktól felfelé a hegyoldalon található a Palden Lhamo barlang, amely korábban Szongcen Gampo is használt a meditációs gyakorlatai helyszíneként. A barlangban ma Szongcen Gampo és feleségeinek szobrai állnak. A sziklafal oldalába vésték Palden Lhamo, védőistennő alakját.

### Dzsasza Potrang
A 108 csörten (sztúpa) közelében álló Dzsasza Potran a kolostor egyik jelentős építménye, amelyet okkersárga téglából építettek Szongcen Gampo felesége, Vencseng hercegnő tiszteletére. Az épület felső szintjén a kápolnában kapott helyet a szobra a jobb oldalon Thonmi Sambhota tibeti filozófus szobrával egyetemben, aki állítólag ebben a remetelakban alkotta meg a tibeti ábécét. A földszinten kapott helyet Congkapa öt megtestesülésének és különböző gyógyító buddháknak a szobra.

## Hagyományok
A remetelak hagyományosan évente vagy havonta ismétlődő szertartásos körmenetek egyik állomásának a helyszíne. Ezek közül a legjelentősebb évenkénti események (legalábbis a világi emberek számára) a hatnapos (háromszor két nap) Avalókitésvara böjtszertartás, amely a tibeti újévkor (Loszár) szoktak tartani, a 16 napos (8-szor két napos) Avalókitésvara böjt a tibeti holdnaptár negyedik hónapjában, illetve a zarándoklat a hatodik hónap negyedik napján.

## Galéria

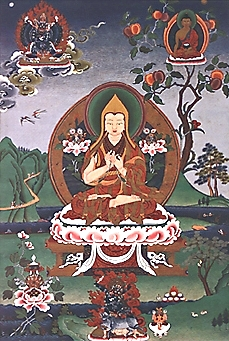
Congkapa egy ideig a Pabonka elvonulási helyen élt
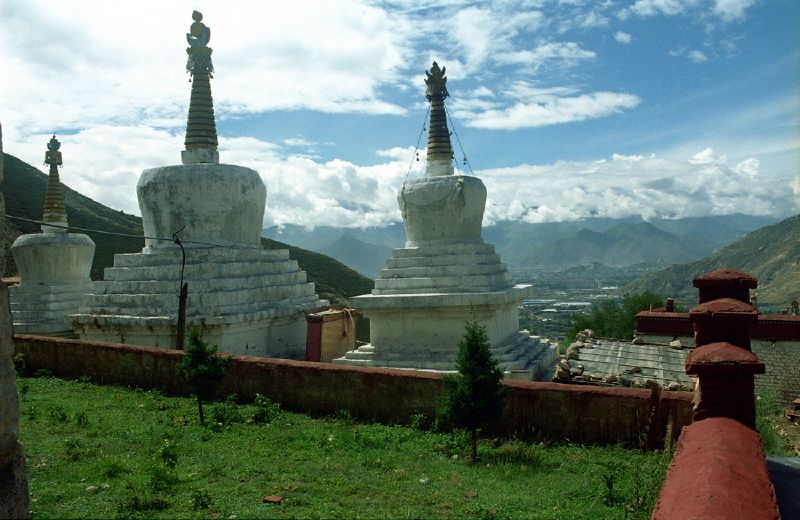
Csörtenek és kilátás Lhásza irányába
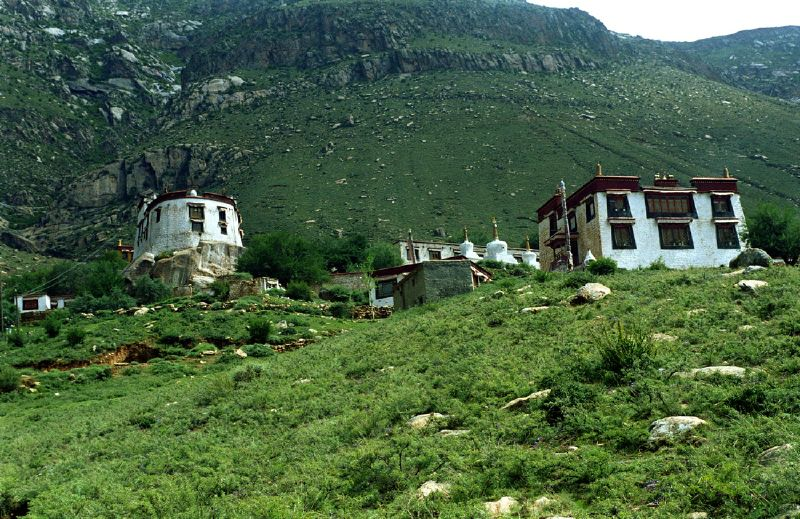
Pabonka Potrang - a bal oldalon
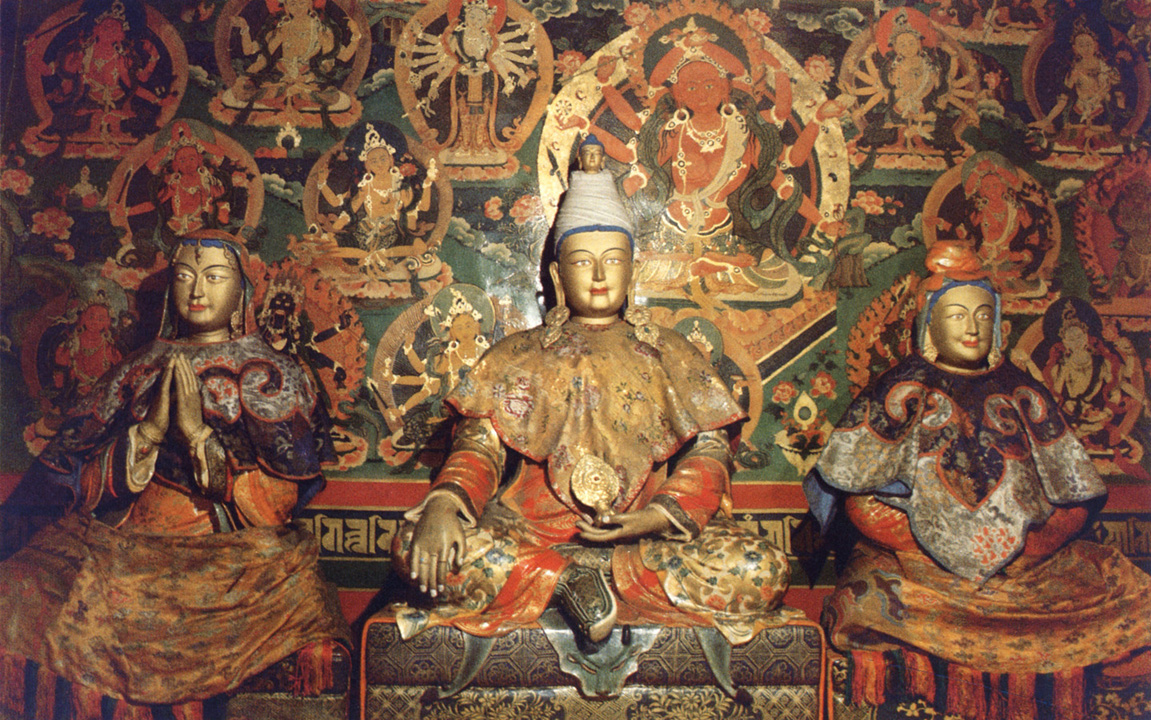
Szongcen Gampo (középen), a kínai Vencseng hercegnő (jobbra) és a nepáli Bhrikuti Devi (balra)
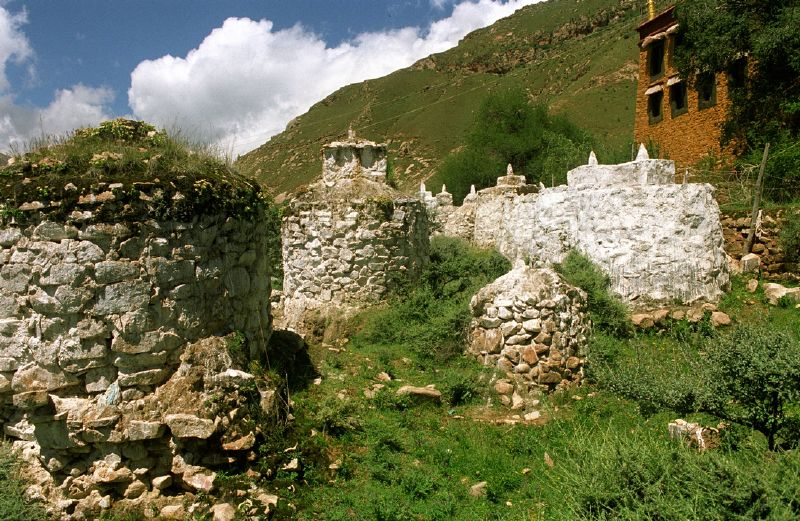
A Vencseng hercegnő tiszteletére épült Dzsasza Potrang (jobbra)